# ستيليوس كيتسيو
ستيليوس كيتسيو (باليونانية: Στέλιος Κίτσιου) (28 سبتمبر 1993 بسلانيك في اليونان - ) هو لاعب كرة قدم يوناني في مركزي الدفاع والظهير. شارك مع منتخب اليونان تحت 19 سنة لكرة القدم ومنتخب اليونان تحت 21 سنة لكرة القدم ومنتخب اليونان لكرة القدم. أما مع النوادي، فقد لعب مع نادي باوك.

## وصلات خارجية
- ستيليوس كيتسيو على موقع الاتحاد الأوربي (الإنجليزية)
- ستيليوس كيتسيو على موقع اتحاد تركيا (لاعب) (الإنجليزية)
- ستيليوس كيتسيو على موقع إي إس بي إن إف سي (الإنجليزية)
- ستيليوس كيتسيو على موقع قاعدة بيانات كرة القدم.إي يو (الإنجليزية)
- ستيليوس كيتسيو على موقع ناشيونال فوتبول تيمز (الإنجليزية)
- ستيليوس كيتسيو على موقع Soccerway.com (الإنجليزية)
- ستيليوس كيتسيو على موقع AS.com (الإسبانية)